# Шансја
Шансја (фр. Chancia) насеље је и општина у источној Француској у региону Франш-Конте, у департману Јура која припада префектури Сен Клод.
По подацима из 2011. године у општини је живело 234 становника, а густина насељености је износила 97,1 становника/km². Општина се простире на површини од 2,41 km². Налази се на средњој надморској висини од 295 метара (максималној 680 m, а минималној 300 m).

## Демографија
| 1962. | 1968. | 1975. | 1982. | 1990. | 1999. | 2006.                            | 2011. |
| ----- | ----- | ----- | ----- | ----- | ----- | -------------------------------- | ----- |
| 100   | 106   | 77    | 100   | 87    | 142   | 240 (Recensement complémentaire) | 234   |

График промене броја становника у току последњих година